# زوفیا یاستژمبسکا
زوفیا یاستژمبسکا (لهستانی: Zofia Jastrzębska؛ زادهٔ ۷ دسامبر ۱۹۹۸) بازیگر است. وی دانش‌آموختهٔ آکادمی ملی هنرهای نمایشی آ.س.ت. در کراکوف است که در سال ۲۰۲۲ فارغ‌التحصیل شد. وی در سال ۲۰۲۳ نقش اصلی سریال تلویزیونی بدنامی نتفلیکس را ایفا کرد. وی خودرا یک فمینیست می‌داند.